# Stig-Börje Mattson

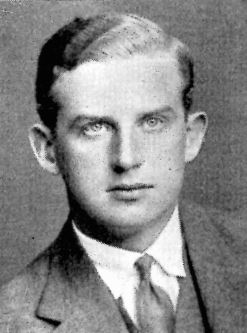
Stig-Börje Mattson i unga år.

Stig-Börje Mattson, född 24 november 1906 i Malmö, död 21 november 2000, var en svensk läkare.
Efter studentexamen i Malmö 1926 blev Mattson medicine kandidat 1932 och medicine licentiat vid Lunds universitet 1938. Han innehade olika läkarförordnanden 1938–1941, var underläkare och extra läkare vid medicinska kliniken på Malmö allmänna sjukhus 1941–1944, amanuens vid lungkliniken på Lunds lasarett 1945, t.f. underläkare vid Stockholms stads centraldispensär och vid medicinska tuberkulosavdelningen vid Sankt Görans sjukhus 1946, vid Löts sanatorium 1947–1949, förste underläkare och biträdande överläkare på Söderby sjukhus 1950–1954, sanatorieläkare och centraldispensärläkare på Kroppefjälls sanatorium 1954–1960 och överläkare vid lungkliniken på Borås lasarett från 1960.